# Navarrete del Río
Navarrete del Río es una localidad española del municipio de Calamocha, perteneciente a la provincia de Teruel, en la comunidad autónoma de Aragón. Está ubicada en la comarca del Jiloca. En 2022 contaba con 101 habitantes (INE 2022)

## Geografía
La localidad se ubica en la vega del río Pancrudo, a unos 4 km de Calamocha. Se trata de un terreno compuesto por suaves montes o cabezos de arcilla y yeso con algún afloramiento de alabastro, alternancia de baldío, matorral, monte bajo y labor.  Por los alrededores discurre el río Pancrudo, afluente del Jiloca acotado de pesca, caza menor y algún jabalí. Parajes de ribera del Regajo y Molino Viejo y la Fuente de Estú. El Pago con notables tollos de arcilla, formaciones geológicas en las que el agua ha formado profundas hendiduras. El pantano de Lechago se encuentra a 4 km, el sabinar del Villarejo de los Olmos a 10 km, Olalla a 10 km, el pinar de Fonfría a 15 km y la laguna de Gallocanta a 26 km. Dista de Teruel 75 km, de Zaragoza 110 km, de Madrid 265 km y de Málaga 785 km.
Las carreteras A-1508 y A-2512 pasan por el núcleo urbano del pueblo. La línea férrea Teruel-Zaragoza, con estación a 4 km en Calamocha cuenta con un moderno apeadero en Navarrete. La Autovía Mudéjar A-23 Zaragoza-Teruel (también llamada Levante-Francia) tiene un nudo de enlace a 3 km del pueblo (salida 185 Navarrete / Calamocha). La carretera nacional N-234 Sagunto/Burgos pasa a 4 km del pueblo, por Calamocha. Cuenta con buena cobertura de telefonía móvil (según compañía) y mala de TDT.

## Historia
En el año 1248, por privilegio de Jaime I, este lugar se desliga de la dependencia de Daroca, pasando a formar parte de Sesma del Río Jiloca en la Comunidad de Aldeas de Daroca, que dependían directamente del rey, perdurando este régimen administrativo hasta la muerte de Fernando VII en 1833, siendo disuelta ya en 1838.
A mediados del siglo XIX, el lugar, por entonces con ayuntamiento propio, tenía contabilizada una población de 436 habitantes. Aparece descrito en el decimoprimer volumen del Diccionario geográfico-estadístico-histórico de España y sus posesiones de Ultramar de Pascual Madoz de la siguiente manera:

NAVARRETE: l. con ayunt. en la prov. de Teruel (11 leg.), part. jud. de Calamocha (1/2), dióc. y aud. terr. de Zaragoza (17) y c. g. de Aragon. Está sit. en la márg. der. del r. Navarre en terreno aberto, por cuya razon goza de buena ventilacion y clima saludable. Se compone de 100 casas, entre ellas la del ayunt., todas de mediana construccion; tiene escuela de primeras letras concurrida por unos 30 niños; una casa hospital para enfermos pobres del pueblo y transeuntes; una posada; igl. parr. de segundo ascenso, dedicada á Ntra. Sra. de la Asuncion, servida por un cura de concurso y provision ordinaria, y un cemententerio que en nada perjudica á la salud pública. Confina el térm. por el N. con el de Lechago; E. Cutanda; SE. Villarejo, y O. Calamocha. Atraviesa el térm. el r. anteriormente mencionado, al cual se le cruza por un puente que tiene á la salida del pueblo que describimos, camino de Valencia; sus aguas dan impulso á 2 molinos harineros que estan en direccion de Barrachina. El terreno es llano en lo general, encontrándose poblado de árboles, muchos de ellos frutales. Se riegan varias tierras con las aguas del Navarre, las cuales se elevan por medio de un azud para conducirlas por la acequia llamada de los Pajares que atraviesa todo el térm. y de las que usan los vec. para todos los usos de la vida. Los caminos conducen á los pueblos limítrofes, hallándose en regular estado la carretera que guia á Valencia. La correspondencia se recibe de Calamocha 2 veces en la semana. prod.: trigo, centeno, legumbres, berzas, muchas frutas y algun lino; hay ganado lanar que es el mas preferido, y caza de conejos, liebres y perdices. pobl.: 109 vec., 436 alm. riqueza imp.: 32,220 rs.
(Madoz, 1848, p. 131)

Hasta la reforma de la nomenclatura municipal de 1916 el municipio se llamaba simplemente Navarrete. En dicha fecha su nombre fue modificado por el de Navarrete del Río. El municipio de Navarrete del Río desapareció en 1971, al ser incorporado junto con los de Collados, Cuencabuena, Cutanda, Lechago, Luco de Jiloca, Nueros, Olalla, El Poyo del Cid, Valverde y El Villarejo al término municipal de Calamocha.

## Demografía
| Gráfica de evolución demográfica de Navarrete del Río entre 1842 y 1970 |
| |
| Población de derecho según los censos de población del INE Población de hecho según los censos de población del INEEn estos censos se denominaba Navarrete: 1842, 1857, 1860, 1877, 1887, 1897, 1900 y 1910 Entre el censo de 1981 y el anterior, este municipio desaparece porque se integra en el municipio 44050 (Calamocha) |

## Economía
Su principal actividad es el cultivo de cereal así como de huertos familiares y choperas de escabezar en la vega. Cría de ganado ovino en regresión, granjas de porcino y vacuno.

## Patrimonio

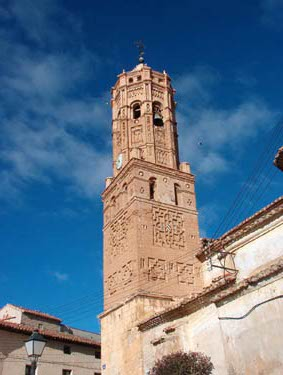
Torre de la iglesia de la Asunción

La iglesia parroquial de la Asunción de Nuestra Señora, declarada bien de interés cultural, es renacentista-barroca y tiene pinturas de Palomino, además de interesantes esculturas de bulto redondo. La torre mudéjar tardío siglo XVI se sitúa a los pies, en el lado sur. De estructura mixta y con tres cuerpos, los dos primeros de planta cuadrada y el tercero octogonal; el paso de planta cuadrada a octogonal se realiza mediante pequeños torreoncillos de ángulo. La decoración aparece en los dos cuerpos superiores. Destaca la del segundo piso a base de motivos geométricos rehundidos formando cruces de brazos iguales enlazadas con otros motivos. En el tercer cuerpo la decoración tiene aportes.
También se encuentra en Navarrete del Río la casa solariega de los Bernard, un edificio de porte palaciego de arquitectura típica aragonesa, la ermita de Santa Margarita, un lavadero/abrevadero tradicional y cuatro pairones. Hay abundantes pajares, eras, palomares y parideras, la mayoría en malas condiciones de conservación.

## Cultura

### Gastronomía
El cordero lechal, ternasco, jamón, longaniza, conserva y embutidos y derivados del cerdo propias del clima continental extremo característico de la comarca.

### Fiestas
Coincidiendo con el primer fin de semana de agosto, se celebran las fiestas mayores en honor a Nuestra Señora. En el mes de mayo se realiza la romería al Poyo del Cid y en Semana Santa, subida al Calvario en procesión.

### Tradición
El pueblo contaba con un alguacil o pregonero que era quien se encargaba de informar a los vecinos de las distintas noticias locales ya fuesen oficiales (tres toques de aviso con la chiflaina) o particulares (uno o dos toques de aviso, según importancia de la noticia) voceando o echando el bando por una ruta recorriendo las distintas calles del pueblo. Pepe era la persona que realizaba esta ancestral y entrañable labor, quizás el último en su gremio y al que se le dedicó un callejón del pueblo en 2015.